# Список наград и номинаций мультфильма «ВАЛЛ-И»
«ВА́ЛЛ-И» (англ. WALL-E) — американский компьютерный анимационный, научно-фантастический фильм 2008 года, созданный Pixar Animation Studios. Премьера фильма в США и Канаде состоялась 27 июня 2008 года. Картина собрала 23,1 млн долларов в первый день проката и 63 млн за первую неделю, заняв первую строчку в списке самых кассовых фильмов недели. По состоянию на 2012 год, фильм собрал 223 808 164 долларов в США и 521 311 860 по всему миру. «ВАЛЛ-И» был хорошо принят критиками, получив рейтинг 96 % на сайте Rotten Tomatoes.
Фильм получил множество номинаций на различные премии, включая семь номинаций на «Энни», шесть на «Оскар» и две на «Золотой Глобус». На церемонии вручения премии «Энни» «ВАЛЛ-И» проиграл во всех категориях мультфильму «Кунг-фу панда». На 81 церемонии вручения «Оскара» фильм победил в категории «Лучший анимационный фильм», но уступил в номинациях «Лучшая песня к фильму», «Лучшая музыка к фильму», «Лучший звуковой монтаж», «Лучший звук» и «Лучший оригинальный сценарий». Лента была названа лучшей в категории лучший фильм обществом кинокритиков Бостона, ассоциацией кинокритиков Чикаго, ассоциацией кинокритиков центрального Огайо, американской ассоциацией онлайн-кинокритиков и ассоциацией кинокритиков Лос-Анджелеса, где «ВАЛЛ-И» стал первым в истории анимационным фильмом, выигравшим в этой категории. Он также стал первым анимационным фильмом, выигравшим в категории «Лучший монтаж художественного фильм» по мнению американской гильдии монтажёров. Персонаж ВАЛЛ-И в онлайн опросе журнала Empire занял 63 место среди 100 лучших героев фильмов. Журнал Time поставил «ВАЛЛ-И» на первое место среди 10 лучших фильмов 2008 года, а в начале 2010 года назвал его «лучшим фильмом десятилетия».

## Награды и номинации
| Дата вручения   | Премия                                             | Категория                                                                                 | Номинанты и получатели                                                                                 | Результат |
| --------------- | -------------------------------------------------- | ----------------------------------------------------------------------------------------- | --- | --------- |
| 22 февраля 2009 | Оскар                                              | Лучший анимационный полнометражный фильм                                                  | Эндрю Стэнтон                                                                                          | Победа    |
| 22 февраля 2009 | Оскар                                              | Лучшая музыка к фильму                                                                    | Томас Ньюман                                                                                           | Номинация |
| 22 февраля 2009 | Оскар                                              | Лучшая песня к фильму                                                                     | Томас Ньюман, Питер Гэбриэл («Down to Earth»)                                                          | Номинация |
| 22 февраля 2009 | Оскар                                              | Лучший звуковой монтаж                                                                    | Бен Бёртт, Мэттью Вуд                                                                                  | Номинация |
| 22 февраля 2009 | Оскар                                              | Лучший звук                                                                               | Том Майерс, Майкл Семаник, Бен Бёртт                                                                   | Номинация |
| 22 февраля 2009 | Оскар                                              | Лучший оригинальный сценарий                                                              | Эндрю Стэнтон, Пит Доктер                                                                              | Номинация |
| 15 февраля 2009 | Премия Американской ассоциации монтажёров          | Лучший монтаж художественного фильма (комедия или мюзикл)                                 | Стефен Шаффер                                                                                          | Победа    |
| 30 января 2009  | Энни                                               | Анимационные эффекты                                                                      | Энрике Вила                                                                                            | Номинация |
| 30 января 2009  | Энни                                               | Лучший анимационный фильм                                                                 | — | Номинация |
| 30 января 2009  | Энни                                               | Анимация персонажей в анимационном фильме                                                 | Виктор Нейвон                                                                                          | Номинация |
| 30 января 2009  | Энни                                               | Лучшая режиссура анимационного фильма                                                     | Эндрю Стэнтон                                                                                          | Номинация |
| 30 января 2009  | Энни                                               | Лучший дизайн анимационного фильма                                                        | Ральф Эглестон                                                                                         | Номинация |
| 30 января 2009  | Энни                                               | Лучший сценарий анимационного фильма                                                      | Роналдо Дел Кармен                                                                                     | Номинация |
| 30 января 2009  | Энни                                               | Лучшее озвучивание анимационного фильма                                                   | Бен Бёртт                                                                                              | Номинация |
| 14 февраля 2009 | Гильдия художников-постановщиков                   | Премия за превосходную художественную постановку в фильме-фэнтези                         | — | Номинация |
| 13 декабря 2008 | Общество кинокритиков Бостона                      | Лучший фильм                                                                              | — | Победа    |
| 13 декабря 2008 | Общество кинокритиков Бостона                      | Лучший анимационный фильм                                                                 | — | Победа    |
| 8 февраля 2009  | Британская киноакадемия                            | Лучший анимационный фильм                                                                 | Эндрю Стэнтон                                                                                          | Победа    |
| 8 февраля 2009  | Британская киноакадемия                            | Лучший саундтрек                                                                          | Томас Ньюман                                                                                           | Номинация |
| 8 февраля 2009  | Британская киноакадемия                            | Лучший звук                                                                               | Бен Бёртт, Том Майерс, Майкл Семаник, Мэттью Вуд                                                       | Номинация |
| 2008            | British Academy Children's Awards                  | Лучший анимационный фильм                                                                 | Джим Моррис, Эндрю Стэнтон                                                                             | Победа    |
| 8 января 2009   | Ассоциации кинокритиков вещательных компаний       | Лучший анимационный фильм                                                                 | — | Победа    |
| 8 января 2009   | Ассоциации кинокритиков вещательных компаний       | Лучший фильм                                                                              | — | Номинация |
| 8 января 2009   | Ассоциации кинокритиков вещательных компаний       | Лучшая песня                                                                              | Томас Ньюман, Питер Гэбриэл                                                                            | Номинация |
| 8 января 2009   | Ассоциации кинокритиков центрального Огайо         | Лучший анимационный фильм                                                                 | — | Победа    |
| 8 января 2009   | Ассоциации кинокритиков центрального Огайо         | Лучший саундтрек                                                                          | Томас Ньюман                                                                                           | Победа    |
| 8 января 2009   | Ассоциации кинокритиков центрального Огайо         | Лучший фильм                                                                              | — | Победа    |
| 8 января 2009   | Ассоциации кинокритиков центрального Огайо         | Лучший оригинальный сценарий                                                              | Эндрю Стэнтон, Джим Рирдон                                                                             | Победа    |
| 8 января 2009   | Ассоциации кинокритиков центрального Огайо         | Лучший режиссёр                                                                           | Эндрю Стэнтон                                                                                          | Номинация |
| 18 декабря 2008 | Ассоциация кинокритиков Чикаго                     | Лучший фильм                                                                              | — | Победа    |
| 18 декабря 2008 | Ассоциация кинокритиков Чикаго                     | Лучший анимационный фильм                                                                 | — | Победа    |
| 18 декабря 2008 | Ассоциация кинокритиков Чикаго                     | Лучший оригинальный сценарий                                                              | Эндрю Стэнтон, Джим Рирдон                                                                             | Победа    |
| 18 декабря 2008 | Ассоциация кинокритиков Чикаго                     | Лучший саундтрек                                                                          | Томас Ньюман                                                                                           | Победа    |
| 18 декабря 2008 | Ассоциация кинокритиков Чикаго                     | Лучший режиссёр                                                                           | Эндрю Стэнтон                                                                                          | Номинация |
| 14 февраля 2009 | Премия союза звукорежиссёров                       | Премия за выдающиеся достижения в микшировании звука для художественных фильмов           | Бен Бёртт, Том Майерс, Майкл Семаник                                                                   | Номинация |
| 17 декабря 2008 | Ассоциация кинокритиков Даллас/Форт-Уэрт           | Лучший анимационный фильм                                                                 | — | Победа    |
| 18 декабря 2008 | Кружок кинокритиков Флориды                        | Лучший анимационный фильм                                                                 | — | Победа    |
| 11 января 2009  | Золотой глобус.                                    | Лучшая песня                                                                              | Питер Гэбриэл, Томас Ньюман («Down to Earth»)                                                          | Номинация |
| 11 января 2009  | Золотой глобус.                                    | Лучший анимационный фильм                                                                 | — | Победа    |
| 8 февраля 2009  | Грэмми                                             | Лучший альбом, являющийся саундтреком к фильму, телевидению или другому визуальному медиа | Томас Ньюман                                                                                           | Номинация |
| 8 февраля 2009  | Грэмми                                             | Лучшая песня, написанная для кино, телевидения или другого визуального медиа              | Томас Ньюман, Питер Гэбриэл                                                                            | Победа    |
| 8 февраля 2009  | Грэмми                                             | Лучшая инструментальная аранжировка                                                       | Томас Ньюман, Питер Гэбриэл                                                                            | Победа    |
| 27 октября 2008 | Hollywood Awards                                   | Анимационный фильм года                                                                   | Эндрю Стэнтон                                                                                          | Победа    |
| 8 августа 2009  | Хьюго                                              | Лучшая постановка, крупная форма                                                          | Эндрю Стэнтон и Пит Доктер — рассказ; Эндрю Стэнтон и Джим Рирдон — сценарий; Эндрю Стэнтон — режиссёр | Победа    |
| 2008            | Кружок кинокритиков Канзас-сити                    | Лучший анимационный фильм                                                                 | — | Победа    |
| 28 марта 2009   | Kids' Choice Awards                                | Любимый анимационный фильм                                                                | Эндрю Стэнтон                                                                                          | Номинация |
| 18 декабря 2008 | Общество кинокритиков Лас-Вегаса                   | Лучший анимационный фильм                                                                 | — | Победа    |
| 9 декабря 2008  | Ассоциация кинокритиков Лос-Анджелеса              | Лучший фильм                                                                              | — | Победа    |
| 21 февраля 2009 | Организация звукорежиссёров художественных фильмов | Лучшие звуковые и шумовые эффекты в анимационном фильме                                   | — | Победа    |
| 4 декабря 2008  | Национальный совет кинокритиков США                | Лучший анимационный фильм                                                                 | — | Победа    |
| 2008            | National Movie Awards                              | Лучший семейный фильм                                                                     | — | Победа    |
| 2008            | National Movie Awards                              | Специальная премия за выдающиеся заслуги                                                  | Pixar                                                                                                  | Победа    |
| 25 апреля 2009  | Небьюла                                            | Лучший сценарий                                                                           | Эндрю Стэнтон, Джим Рирдон                                                                             | Победа    |
| 10 декабря 2008 | Кружок кинокритиков Нью-Йорка                      | Лучший анимационный фильм                                                                 | — | Победа    |
| 19 января 2009  | Американская ассоциация онлайн-кинокритиков        | Лучший анимационный фильм                                                                 | — | Победа    |
| 19 января 2009  | Американская ассоциация онлайн-кинокритиков        | Лучший фильм                                                                              | — | Победа    |
| 19 января 2009  | Американская ассоциация онлайн-кинокритиков        | Лучший режиссёр                                                                           | Эндрю Стэнтон                                                                                          | Номинация |
| 19 января 2009  | Американская ассоциация онлайн-кинокритиков        | Лучший оригинальный сценарий                                                              | Эндрю Стэнтон и Джим Рирдон                                                                            | Победа    |
| 19 января 2009  | Американская ассоциация онлайн-кинокритиков        | Лучший саундтрек                                                                          | Томас Ньюман                                                                                           | Номинация |
| 19 января 2009  | Американская ассоциация онлайн-кинокритиков        | Лучший монтаж                                                                             | Стефен Шаффер                                                                                          | Номинация |
| 7 января 2009   | Выбор народа                                       | Любимый семейный фильм                                                                    | — | Победа    |
| 2008            | Кружок кинокритиков Финикса                        | Лучший анимационный фильм                                                                 | — | Победа    |
| 24 января 2009  | Гильдия продюсеров Америки                         | Лучший анимационный фильм                                                                 | Джим Моррис                                                                                            | Победа    |
| 15 декабря 2008 | Общество кинокритиков Сан-Диего                    | Лучший анимационный фильм                                                                 | — | Победа    |
| 14 декабря 2008 | Премия «Спутник»                                   | Лучший анимационный фильм или фильм в смешанном стиле                                     | — | Победа    |
| 14 декабря 2008 | Премия «Спутник»                                   | Лучший саундтрек                                                                          | Томас Ньюман                                                                                           | Номинация |
| 14 декабря 2008 | Премия «Спутник»                                   | Лучшая оригинальная песня                                                                 | Питер Гэбриэл                                                                                          | Номинация |
| 14 декабря 2008 | Премия «Спутник»                                   | Лучший звук                                                                               | Бен Бёртт, Мэттью Вуд                                                                                  | Номинация |
| 25 июня 2009    | Премия Сатурн                                      | Лучший анимационный фильм                                                                 | — | Победа    |
| 25 июня 2009    | Премия Сатурн                                      | Лучший режиссёр                                                                           | Эндрю Стэнтон                                                                                          | Номинация |
| 21 октября 2008 | Scream                                             | Лучший научно-фантастический фильм                                                        | — | Номинация |
| 21 октября 2008 | Scream                                             | Breakout Performance                                                                      | — | Победа    |
| 21 октября 2008 | Scream                                             | Лучший сценарий                                                                           | — | Номинация |
| декабря 2008    | Ассоциация кинокритиков юго-востока США            | Лучший анимационный фильм                                                                 | — | Победа    |
| 3 августа 2008  | Teen Choice Awards                                 | Лучшая летняя комедия                                                                     | — | Номинация |
| 17 декабря 2008 | Ассоциация кинокритиков Торонто                    | Лучший анимационный фильм                                                                 | — | Победа    |
| 17 декабря 2008 | Ассоциация кинокритиков Торонто                    | Лучший фильм                                                                              | — | Номинация |
| 17 декабря 2008 | Ассоциация кинокритиков Торонто                    | Лучший режиссёр                                                                           | — | Номинация |
| 21 февраля 2009 | Общество специалистов по визуальным эффектам       | Выдающийся анимированный персонаж в анимационном фильме                                   | Бен Бёртт, Виктор Нейвон, Уильям Остин Ли, Джей Шустер                                                 | Победа    |
| 21 февраля 2009 | Общество специалистов по визуальным эффектам       | Выдающаяся анимация в анимационном фильме                                                 | Эндрю Стэнтон, Джим Моррис, Линдси Коллинз, Найджел Хардвидж                                           | Победа    |
| 21 февраля 2009 | Общество специалистов по визуальным эффектам       | Выдающиеся эффекты анимации в анимационном фильме                                         | Джейсон Джонстон, Кейт Даниэль Клоф, Энрике Вила, Билл Ватрал                                          | Победа    |
| 2008            | Всемирная академия саундтреков                     | Лучший саундтрек года                                                                     | Томас Ньюман                                                                                           | Номинация |
| 2008            | Всемирная академия саундтреков                     | Лучшая оригинальная песня                                                                 | Томас Ньюман, Питер Гэбриэл («Down to Earth»)                                                          | Победа    |